# Pseudoluperus lecontii
Pseudoluperus lecontii es una especie de insecto coleóptero de la familia Chrysomelidae. Fue descrita científicamente en 1873 por Crotch.